# Mars 1984

## Actualités du mois
- Restructuration de l’enseignement en Espagne.

- 6 mars : grève des mineurs au Royaume-Uni (fin en mars 1985).

- 13 mars : traité sur le Groenland.

- 16 mars : le Mozambique, affaibli par l’opposition armée du MNR (Mouvement National de Résistance) et par une grave crise de subsistance due à la sécheresse, signe à Komatipoort un accord de non-agression et de bon voisinage avec l’Afrique du Sud.
- 19 mars: Déclaration Angola-Cuba

- 25 mars, (Formule 1) : Grand Prix automobile du Brésil.

- 25 mars - 6 mai : élection présidentielle au Salvador. Grâce à une aide financière des États-Unis, le démocrate-chrétien Duarte l’emporte au deuxième tour (6 mai) sur le dirigeant d’extrême droite de l’ARENA, le major Roberto D'Aubuisson. L’aide militaire américaine augmente, aggravant la guerre civile.

- 29 mars : mort du président guinéen Ahmed Sékou Touré.

## Naissances
- 1er mars : 
  - Edith Yah Brou, webactiviste et blogueuse ivoirienne.
  - Mounir Mahjoubi, homme politique et entrepreneur franco-marocain.
- 4 mars : Juliette Armanet, chanteuse française.
- 5 mars : Guillaume Hoarau, footballeur français (Paris Saint-Germain)
- 6 mars : Leïla Bekhti, actrice française.
- 8 mars : 
  - Rio Mavuba, footballeur français (Lille OSC)
  - Salvador Vega, matador espagnol.
- 9 mars : Julia Mancuso, skieuse américaine.
- 10 mars : Olivia Wilde, actrice américaine.
- 12 mars : Frankie de la Cruz, joueur de baseball dominicain († 14 mars 2021).
- 19 mars : Bianca Balti, top model italienne.
- 20 mars : 
  - Fernando Torres, joueur de football espagnol
  - Christy Carlson Romano, actrice
  - Yann Besnard, vidéaste français sous le pseudonyme "12 Parsecs"
- 22 mars
  - Piotr Trochowski, footballeur international allemand.
  - Kosovare Asllani, footballeuse internationale suédoise.
- 24 mars : 
  - Bom, chanteuse principale de 2NE1.
  - Chris Bosh, joueur de basket-ball américain.
- 26 mars : 
  - Jimmy Howard, gardien de la LNH.
  - Adejumoke Aderounmu, actrice nigériane († 7 avril 2024).
- 28 mars : Salah Sahraoui, footballeur algérien.
- 29 mars : 
  - Jenning Huizenga, coureur cycliste néerlandais.
  - Juan Mónaco, joueur de tennis argentin.
  - Fary Seye, judokate sénégalaise.
  - Valeria Sorokina, joueuse de badminton russe.
  - Ole-Kristian Tollefsen, joueur de hockey sur glace norvégien.

## Décès
- 5 mars : 
  - Gérard Lebovici, 51 ans, producteur de cinéma et éditeur français (° 25 août 1932).
  - Pierre Cochereau, 59 ans, organiste français (° 9 juillet 1924).
- 13 mars : François Le Lionnais, mathématicien français.
- 16 mars : Charles Héger, homme politique belge (° 26 mai 1902).
- 24 mars : Sam Jaffe, acteur américain (° 10 mars 1891). Jean Broussolle auteur-compositeur-interprète français, compagnon de la chanson 1952-1972
- 27 mars : Enrico Campagnola, sculpteur et peintre italien (° 1er août 1911).
- 29 mars : Ahmed Sékou Touré, président guinéen.